# María Cruz Gil Febrel
María Cruz Gil Febrel (Soria, 28 de febrero de 1895-13 de enero de1943) fue una pedagoga y maestra española.

## Trayectoria
Su madre era Raimunda Febrel Esteras y su padre Pedro Gil Lozano, empleado y contratista de obras públicas. Era la pequeña de tres hermanas, Julia y Antonia. Antonia estudió en la Escuela de Estudios Superiores del Magisterio y fue profesora de Ciencias en las Escuelas Normales de Maestras de Teruel y Soria. Cruz estudió Magisterio elemental y dos cursos de Bachillerato en el Instituto General y Técnico de Soria, obteniendo excelentes calificaciones.
Fue alumna de Antonio Machado en las clases de francés, obteniendo la calificación de sobresaliente con derecho a matrícula de honor. Ingresó en la sección de Letras de la Escuela de Estudios Superiores del Magisterio de Madrid en 1916, donde terminó sus estudios en 1919. Se alojó en la Residencia de Señoritas y colaboró en 1919-20 en las clases prácticas del Instituto-Escuela, por recomendación de la Junta de Ampliación de Estudios (JAE).
Su promoción, la octava, estaba formada por dieciséis alumnos, estando entre ellos, Rodolfo Llopis Ferrándiz, Víctor de la Serna Espina, Fernando Piñuela Romero, Matilde Huici Navaz y María Sánchez Arbós.
En julio de 1920 fue nombrada inspectora de las escuelas de niñas de la provincia de Soria. Por este trabajo, recorrió numerosos centros escolares de zonas rurales. Se preocupó también por la formación permanente de maestros y maestras, dando conferencias pedagógicas y promoviendo viajes culturales, como el realizado en 1927 con un grupo de profesores y profesoras a Bilbao, Santander y Santiago de Compostela. También impulsó la construcción de edificios para las escuelas unitarias.
Participó en la Comisión Organizadora del Certamen Nacional Pedagógico de 1925.
En la Dictadura de Primo de Rivera, fue concejala del Ayuntamiento de Soria; solo había otra mujer en el consistorio, Victoriana Asenjo, profesora de la Escuela Normal de Maestras. Gil impulsó desde el Ayuntamiento las excursiones y colonias escolares. En 1929 promovió la cantina escolar del Cuartel de Santa Clara, donde se ofrecía comida a casi cien niños y niñas de las escuelas públicas de la capital soriana, proporcionando también ropa de abrigo y juguetes a los más necesitados.
En 1932 remarcó la importancia de las clases complementarias para mujeres, como medio del progreso en el campo, en su artículo «Función social que la maestra puede realizar en el medio rural», publicado en la Revista de Pedagogía.
Durante la Segunda República continuó, como inspectora-jefe de la provincia de Soria, impulsando la construcción de escuelas y la educación de adultos. En 1935 disfrutó de una pensión concedida por la JAE, y durante tres meses visitó centros educativos de París, Ginebra y Bruselas. A su regreso presentó una memoria justificativa sobre La función social que la maestra rural puede realizar en el medio en que se encuentra.
Gil estaba en los cursos de verano de la Universidad Internacional de Santander cuando ocurrió el golpe militar de 18 de julio de 1936. Debido a esto, no pudo regresar a Soria y se unió a la zona republicana. En 1937, el gobierno de la República la nombró inspectora de primera enseñanza de Cuenca. 
En noviembre de 1936 había sido apartada del servicio en la zona sublevada. El 19 de junio de 1937 fue separada del servicio y dada de baja en el escalafón. En 1940, su expediente fue revisado y se le impuso la sanción de suspensión de empleo y sueldo por un año e inhabilitación para cargos directivos y de confianza. Se le incautaron los bienes por haber trabajado para la República.
Falleció en Soria el 13 de enero de 1943, a los 47 años.